# Sites brabançons
Sites brabançons is een grafiekmap uit 1919 van Léon Spilliaert.
Sites brabançons bestaat uit een suite van 10 monochrome litho's op papier, manueel gehoogd met kleurpotloden. De voorstellingen meten bij benadering 230 x 170 mm. De omslag is ook in lithotechniek en met een getekende voorstelling uitgevoerd. Ze werden uitgegeven door Van Oest in Brussel.

## Inhoud en situering
De pasgehuwde Léon Spilliaert kwam met zijn vrouw in maart 1917 uit Oostende in Brussel wonen. Het was oorlog maar de inwoners van de hoofdstad hadden een grotere bewegingsvrijheid dan die van Oostende : Oostende lag immers op slechts enkele kilometers van het front. Het Brabantse landschap speelde van dan af een grote rol in Spilliaerts oeuvre. Hij woonde dicht bij het Karreveld, een oude monumentale kasteelhoeve die stilaan ingesloten raakte in de periferie.
Als fervente wandelaar en natuurliefhebber had hij alle tijd om ook het schitterende Brabantse platteland iets verder van de stad te ontdekken. Als hij het al niet vanuit zijn vroegere Brusselse tijd bij uitgever Edmond Deman kende.
Tien winterse landschappen in het Brabantse, door Spilliaert wellicht op het gevoel af geselecteerd, al dan niet in samenspraak met zijn uitgever, vormen de rode draad doorheen de tien litho’s van “Sites brabançons”. 
Er zijn voorstellingen van landwegen met kale bomen langs de weg, een holle weg, een landweg met kapel in de verte, een gebouw dat uittorent boven gesnoeide bomen, een bomendreef met geaccentueerde schaduwen van de boomstammen, mensen werkend in een tuin, een landschap gezien doorheen het raam van een woonkamer met de motieven van de gordijnen als vreemde elementen in het beeld, het Karreveld.
Soms is de leesbaarheid van het landschap duidelijk; in andere vraagt het wat meer tijd om het beeld juist te interpreteren. Zo is het beeld met de schaduwen van de bomendreef op het eerste gezicht een immense trappenrij. Het “gordijnmotief” in die ene litho lijkt eerst wel een reusachtige elektriciteits- of telefoonpaal. 
In de beredeneerde oeuvrecatalogus van het grafisch oeuvre van Léon Spilliaert door Xavier Tricot draagt “Sites brabançons” het nr. 17.

## Oplage
Er werden slechts 15 exemplaren gedrukt

## Exemplaren
Oostende, Mu.ZEE (Kunstmuseum aan Zee) (exemplaar 12/15)